# Volker Rosin
Volker Rosin (* 25. února 1956 čtvrť Rheinkamp, město Moers, zemský okres Wesel, spolková země Severní Porýní-Vestfálsko, Německo) je německý písničkář tvořící pro děti. V tomto žánru patří vedle Rolfa Zuckowského, Detleva Jöckera, Fredrika Vahleho a Reinharda Horna k německým klasikům.

## Život

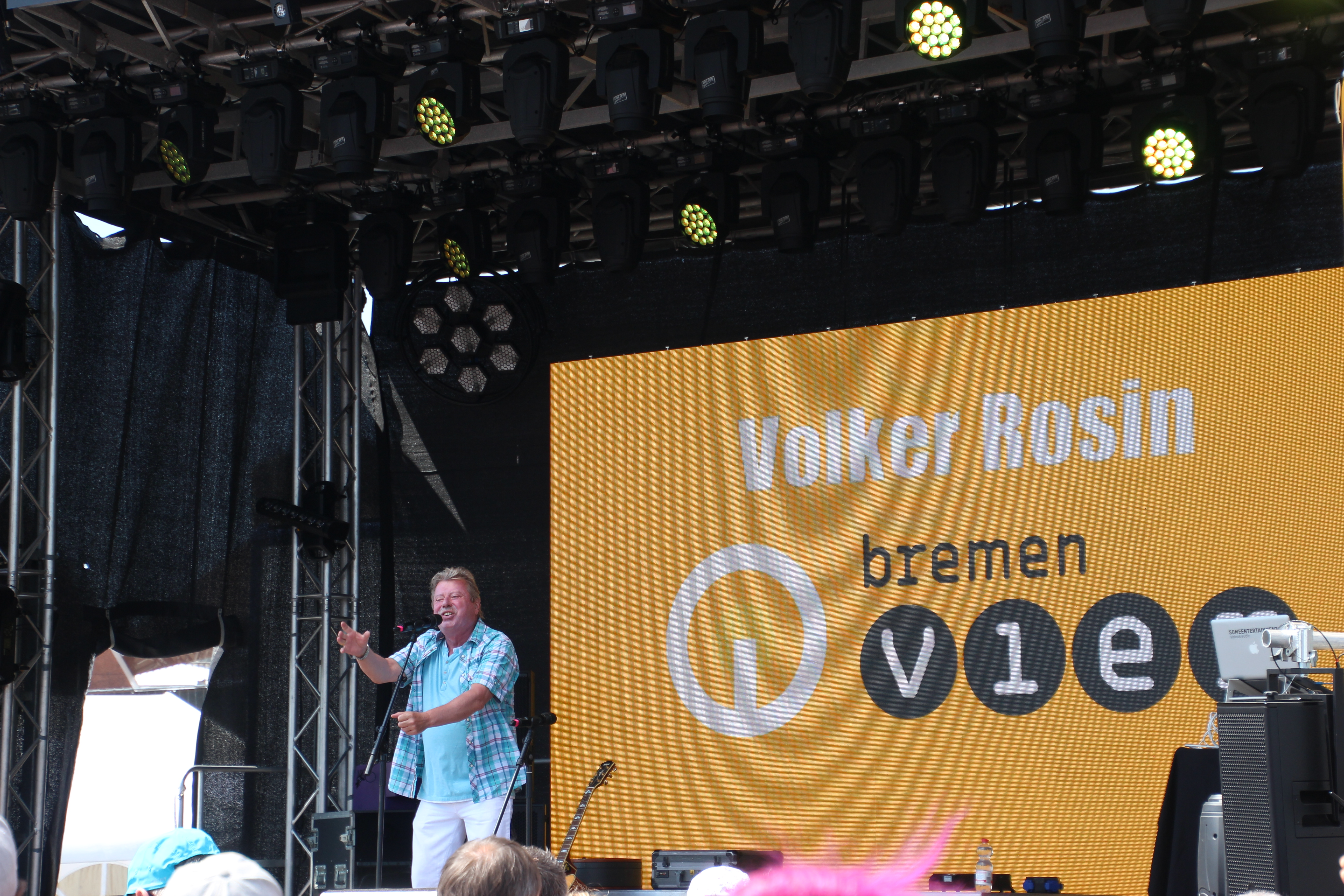
Volker Rosin na pódiu Bremen-Vier-Bühne na Seestadtfestu 27. května 2018 v Bremerhavenu

Volker Rosin se narodil jako syn zámečníka Heinze Rosina a jeho ženy Annemarie. Jako písničkář se poprvé objevil v roce 1973 v centrech pro mládež, hospodách a menších sálech, mimo jiné v Mindenu, Bückeburgu a Osnabrücku. Od počátku uváděl vlastní skladby a texty, zpočátku výhradně pro mládež a dospělé.
V letech 1975 až 1977 se učil profesi vychovatele na Vyšší odborné škole sociální pedagogiky (německy Fachschule für Sozialpädagogik) v Mindenu a poté pracoval dva roky jako vychovatel v mateřské škole v Hausberge, v centrální části města Porta Westfalica v zemském okrese Minden-Lübbecke ve spokové zemi Severní Porýní-Vestfálsko. V této době napsal své první písně pro děti. V roce 1978 začal působit jako autor dětských písní a v roce 1980 vydal v nakladatelství Don Bosco Verlag v Mnichově svůj první zpěvník „Die Liederwiese“ (Písničková louka), Současně studoval také na Vysoké škole aplikovaných věd pro sociální pedagogiku v Kielu a studium ukončil v roce 1982 získáním titulu sociálního pedagoga.
V roce 1981 vyšlo jeho první album „Die Liederwiese“ pod jeho značkou „Moon Records“ na audiokazetě. Vydávat ročně jednu desku a doprovodné zpěvníky začal od roku 1982; mimo jiné také „Das singende Känguruh“ a „Der Gorilla mit der Sonnenbrille“ (Gorila se slunečními brýlemi), stejně jako jeho desku „Beatles für Kinder“, kdy jako jedinému německým umělci zabývajícímu se tvorbou pro děti, povolilo londýnské vydavatelství Beatles přetextovat písně The Fab Four pro děti. Od roku 1985 bylo několik jeho písní zpracováno do podoby obrázkových příběhů pro jeden z nejúspěšnějších pořadů německé televize „Die Sendung mit der Maus“ (Program s myší), zpívaných většinou jeho synem Alexandrem narozeným v roce 1980.
V letech 1987 a 1988 byl Volker Rosin hudebním hostem na dětském festivalu spolkového kancléře a zpíval zde své písně. Kromě produkce CD se Volker Rosin věnoval především svým živým vystoupením, do kterých zapojoval publikum. Pořádá také semináře hudební výchovy pro učitele mateřských škol. V roce 1987 se mu také narodil syn Michael.
V 90. letech mu vyšla dvě CD „Oldies for Children“ a „Heut ist Partytime“ (Dnes je čas na oslavu) s coververzemi oldies – písněmi ze čtyřicetileté historie pop music, které sám Volker Rosin označil za „hudební most mezi generacemi“ (německy musikalische Brücke zwischen den Generationen). V roce 1995 obdržel německou cenu za bezpečnost silničního provozu za svá CD „Vorfahrt für Kinder“ (Přednost dětem) a „Sicher ist Sicher“ (Bezpečné je bezpečné). Ve stejném roce vyšel jeho první videoklip „Singen macht Spaß“ (Zpívání je zábava). V rámci kampaně UNICEF na jezdeckém turnaji CHIO Aachen '99 v Cáchách zazpívalo 12 300 dětí z Německa, Belgie a Nizozemska hit Volkera Rosina „Der Gorilla mit der Sonnenbrille“. To mu vyneslo zápis do Guinessovy knihy rekordů.
V roce 2000 zahájil svůj projekt „Ein kleines Herz“ (Malé srdce) pro rodiny s dítětem se srdeční chorobou. V roce 2004 se party verze jeho písně o zpívajícím klokanovi „Känguru Dance“ dostala na 19. místo v německé a rakouské hitparádě a také cover verze od DJ Ötziho se dostala mezi 20 nejlepších (top 20). Ve stejném roce napsal Volker Rosin hudbu k muzikálu „Popelka“ od Christiana Berga. V roce 2005 se jeho píseň „Das Lied über mich“ (Píseň o mně) ve verzi od Petera Wackela držela několik týdnů v hitparádách. Od roku 2005 patří pořad Tanzalarm s Rosinovými dětskými diskotékovými hity, který pomáhal vytvářet, k nejúspěšnější produkci dětské televize Kika – německého veřejnoprávního televizního kanálu stanic ARD a ZDF pro děti a mládež. Doprovodné CD se v roce 2005 několik týdnů drželo v německých hitparádách. Jeho písně byly asi 150krát použity v pořadu Kika Musikboxx.
V roce 2006 Volker Rosin vytvořil projekt o integraci „Arkadaslar Elele“ pro mezikulturní vzdělávání určený především dětem předškolního a mladšího školního věku. Několik epizod natočil pro stanici Kika (k dispozici jsou také na DVD), které jsou výchozím bodem série „Lasst uns heute Freunde sein“ (Buďme dnes přáteli) stanice Kika. Další epizody se týkaly Afriky a Ruska. Produkuje také speciální písně pro cestovní kanceláře a cestovní agentury. Pro Robinson Club napsal spolu s Birgit Lechtermanovou muzikál „Roby und das Geheimnis der Magie“ (Roby a tajemství kouzel) a s Hansem Schäferem hudební komedii „Roby und die Piraten“ (Roby a piráti).
V roce 2006 obdržel také Zlatou desku za svou produkci „1-2-Fly Solino Kinderdisco“, která se pod názvem „Kinderdisco – Das Original“ dostala i do německé albové hitparády (Deutsche Albumcharts). Na CD „Minidisco International“ nahrál Volker Rosin písně v jedenácti různých jazycích, včetně řečtiny, čínštiny, turečtiny a španělštiny. V roce 2007 vydal CD „Jambo Mambo“ a v roce 2009 se jeho singl „Hoppelhase Hans“ (Zajíc Hans) – party verze jeho písně pro děti vydaná ve spolupráci s rakouským bavičem a zpěvákem party hitů Lorenzem Büffelem, dostal na 75. místo v singlové hitparádě (žebříčku).
Do roku 2011 prodal Volker Rosin více než čtyři miliony CD a více než 600 000 knih se svými písněmi. V říjnu 2011 věnoval společně se svými kolegy Rolfem Zuckowskim a Detlevem Jöckerem osmi školkám Německou hudební cenu pro školky (Der Deutsche Kita-Musikpreis) v celkové hodnotě 8 000 Eur. Od roku 2011 se angažuje v düsseldorfském karnevalu a podporuje činnost Düsseldorfer Kindertafel (Düsseldorfského dětského stolu) benefičními koncerty.
V roce 2012 spolupracoval s Cirkusem Roncalli. To vedlo ke vzniku epizody „Zirkus um Volker Rosin“ (Cirkus kolem Volkera Rosina) v rámci série rozhlasových her o Cirkusových příbězích Cirkusu Roncalli (Circus Roncalli Zirkusgeschichten). Při hostování Cirkusu Roncalli v Düsseldorfu Volker Rosin také odehrál charitativní koncert ve prospěch UNICEF.
V roce 2015 vydal Volker Rosin své první jazzové album pro děti „Der blaue Hund will tanzen“ (Modrý pes chce tančit) obsahující jazzové standardy. Pro děti napsal texty, které jim mají nezaujatě zprostředkovat možnost seznámit se s jazzem a swingem. V květnu 2015 se CD umístilo na sedmém místě v německé jazzové hitparádě Deutsche Jazzcharts.
V prosinci 2016 založil nadaci Volker Rosin Stiftung. Na základě jeho celoživotního díla a hodnot v něm obsažených, má nadace propagovat a iniciovat hudební projekty, v nichž se hudba kombinuje se hrou, divadlem nebo pohybem, a posiluje tak sociální dovednosti a sociální struktury (společnost). Týká se to přednostně dětí ze sociálně znevýhodněného prostředí, dětí s tělesným a/nebo mentálním postižením a dětí z migračního prostředí. Kromě toho se Volker Rosin angažuje v hospici pro děti a mládež Kinder- und Jugendhospiz Regenbogenland v Düsseldorfu. Jednou ročně proto pořádá benefiční koncert.
V roce 2018 podpořil společnost HERZWERK e. V., iniciativu herečky Jenny Jürgens, která poukazuje na potřebu solidarity napříč generacemi (mezigenerační solidaritu, viz mezigenerační učení a mezigenerační propast). V březnu 2019 uspořádal benefiční koncert v Oberhausenu ve spolkové zemi Severní Porýní-Vestfálsko na podporu organizace „Tabu e.v.“ z Dortmundu, která vede kampaň za (propaguje) vzdělání namísto mrzačení pohlavních orgánů (genitálií) dětí v Keni v Africe.
V květnu 2020 podpořil sdružení německých lékařů German Doctors online čtenářskou kampaní v rámci solidární kampaně „Träumen helfen“ (Pomozte snům). Kulturně se angažuje také ve svém rodném městě Düsseldorfu. V červenci 2020 se například zúčastnil kampaně „Heine am Hörer für Kleine“ (Heine na telefonu pro nejmenší) Institutu Heinricha Heineho v Düsseldorfu a po telefonu dětem četl pro ně vhodné vybrané texty Heinricha Heineho. V srpnu 2021 odehrál Volker Rosin benefiční koncert na pomoc mateřské školce (dennímu stacionáři) Mäuseburg ve městě Stolberg-Vicht, která byla zcela zničena při červencových povodních. V roce 2022 vystupoval na svých turné Hits für Kids (Hity pro děti) a prosincovém Weckt den Weihnachtsmann (Probuďte Ježíška).

## Ocenění
- 2010 – po umělci je přejmenována základní škola v Düsseldorfu na Školu Volkera Rosina (Volker-Rosin-Schule)[8][9][10]
- září 2010 – Zlatá deska za více než 100 000 prodaných nosičů alba „Das Kamel tanzt gern Cha Cha Cha“ (Velbloud rád tančí Cha Cha Cha) vydaného vydavatelstvím Universal Karussell
- duben 2012 – Zlatá deska za prodej 100 000 nosičů alba „Ki.Ka Tanzalarm“, Universal Karussell. Stejnojmenné DVD získalo Zlatou desku za prodej 25 000 nosičů
- 2. únor 2011 – „Goldene Lackschuh“ (Zlatá lakýrka), sponzorská cena senátorů düsseldorfského karnevalového spolku Düsseldorfer Karnevals-Gesellschaft e.V. WEISSFRÄCKE, byla Volkeru Rosinovi poprvé udělena za zasedání 2010/2011 za jeho činnost pro düsseldorfské děti, práci s nimi a za bezplatnou distribuci CD „Wir sind die Kids vom Rhein“ (Jsme děti od Rýna) düsseldorfským školám
- srpen 2015 – čtvrtá Zlatá deska za více než 100 000 prodaných nosičů alba „Komm lass uns tanzen“ vydaného vydavatelstvím Universal Karussell
- únor 2016 – Volker Rosin jmenován ambasadorem organizace Düsseldorfer Kindertafel (Dětský stůl v Düsseldorfu), která se snaží zajistit každý den teplý oběd potřebným školákům
- červenec 2019 – pátá Zlatá deska za prodej více než 100 000 prodaných nosičů alba „Turnen macht Spaß“ (Gymnastika je zábava) vydaného vydavatelstvím Universal Karussell[11]
- říjen 2021 – ocenění Ballermann Kids Charts pro nejúspěšnějšího zpěváka dětských písní
- březen 2023 – Ballermannova cena (Ballermann-Award 2023, 15. ročník, 26. března, Willingen)[pozn. 1] v kategorii „Dětská párty“ (Kids-Party Alarm)

## Osobní život
Rosin je ženatý a má dva syny. Jeho syn Alexandr (* 1980) se věnuje hudební tvorbě pod jménem Alex Amsterdam.

## Diskografie (výběr)
Výběr z diskografie německého dětského písničkáře Volkera Rosina:
- 1981: Volkers Liederwiese
- 1982: Volkers bunte Liederkiste
- 1983: Winterzeit Weihnachtszeit
- 1984: Beatles für Kinder
- 1985: Das ist unsere Welt
- 1986: Das singende Känguruh
- 1987: Komm mach mit
- 1988: Vorfahrt für Kinder
- 1989: Mit Spaß und Fantasie
- 1990: Itzibitz, die Liedermaus
- 1991: Weihnacht im Schnee
- 1994: Typisch Volker Rosin
- 1995: Oldies für Kinder
- 1997: Das Nilpferd mit dem Dudelsack
- 1998: Heut’ ist Partytime
- 1998: Hejo Weihnachtsmann
- 2002: Das Kamel tanzt gern Cha Cha Cha (Německo: Gold Kids-Award (Zlatá dětská cena))[15]
- 2003: Turnen macht Spaß (Německo: Gold Kids-Award (Zlatá dětská cena))[15][11]
- 2003: Affenschrille Hitbananen
- 2003: Heut ist Partytime
- 2003: Discobär und Hexentanz
- 2003: 24 Türchen
- 2003: Hejo, Weihnachtsmann
- 2003: Schöne Bescherung
- 2004: Cinderella-Musical
- 2005: Flitze Flattermann
- 2005: Volker Rosin „Live“
- 2007: Jambo Mambo
- 2008: Dezember Disco
- 2009: Komm, lass uns tanzen - Das Beste aus der Kinderdisco (Německo: Gold Kids-Award (Zlatá dětská cena))[15]
- 2010: Tanzen macht Spaß
- 2010: Das Kamel tanzt gerne Cha Cha (Německo: Gold Kids-Award (Zlatá dětská cena))[15]
- 2011: Tierisch in Bewegung
- 2012: Alle Kinder tanzen
- 2012: Ki.Ka Tanzalarm! Die DVD! (Německo: Gold Video-Award (Zlatá cena za video))[15]
- 2012: Kunterbunte Jahreszeiten
- 2014: Tanz mit mir! – Seine schönsten Hits
- 2014: Meine besten Berufslieder
- 2015: Der blaue Hund will tanzen
- 2016: Volle Kraft voraus
- 2017: Tanzfieber!
- 2019: Best Of!
- 2019: Weckt den Weihnachtsmann
- 2020: Best Of! 2
- 2022: Lasst uns Freunde sein